# Rheinen

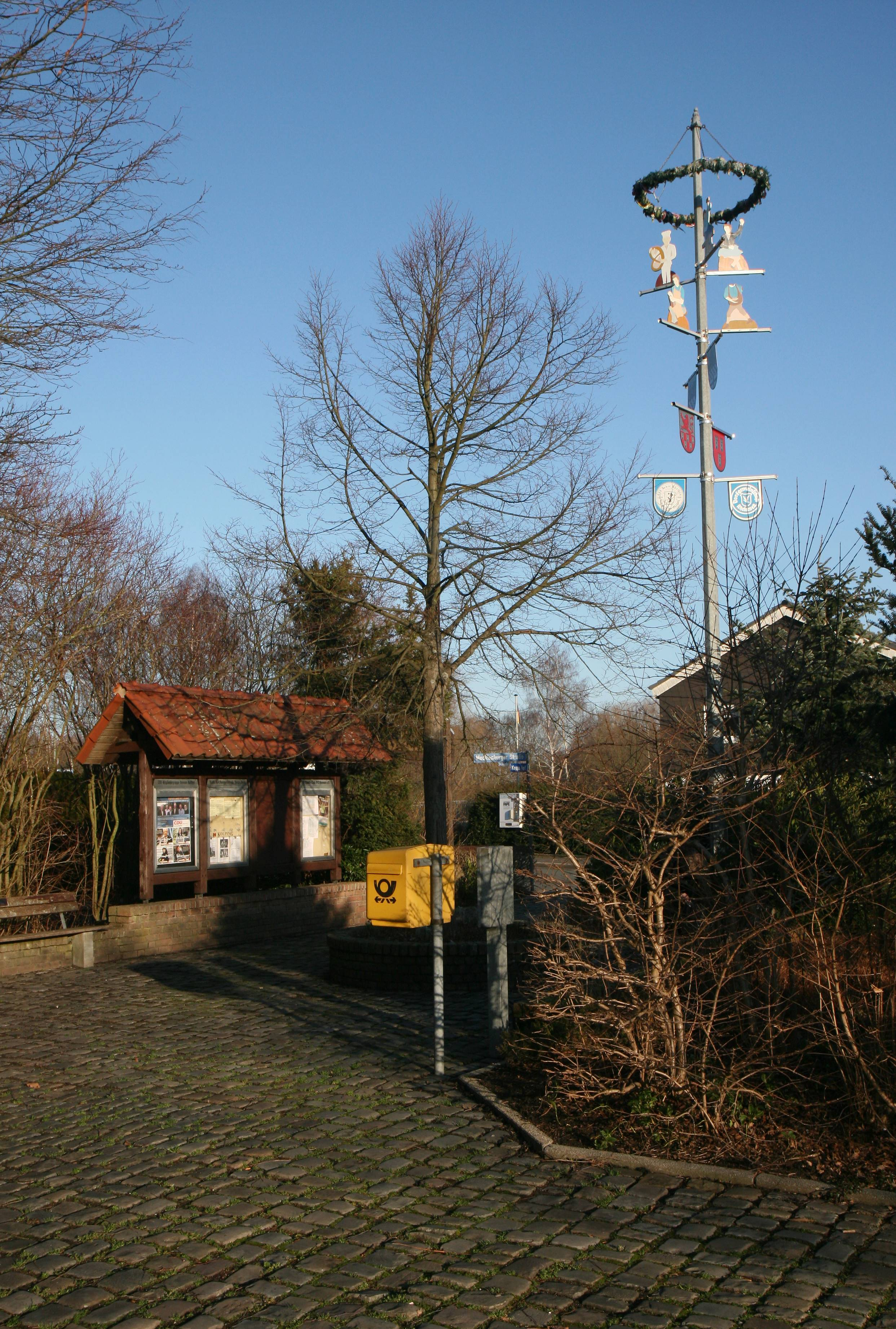
Kepp's Hof

Rheinen ist ein Stadtteil im Norden der Stadt Iserlohn in Nordrhein-Westfalen. Es grenzt im Osten und Süden an Hennen und Rheinermark, im Norden und Westen an Schwerte. Bei Rheinen liegt an der Ruhr der niedrigste Punkt der Stadt Iserlohn mit 106,2 m ü. NN. Die Stadt Iserlohn liegt im Nordwesten des Sauerlandes und gehört zum Märkischen Kreis. Ende 2024 hatte Rheinen zusammen mit Hennen 4846 Einwohner.
Rheinen führt seine Herkunft auf die Erwähnung in einer Urkunde des Kölner Erzbischofes aus dem Jahre 1089 als Hof Rene her. Dieser lag an der Kreuzung eines parallel zur Ruhr von Westen nach Osten führenden Weges mit einem zu einer Furt durch die Ruhr führenden Weges in Nord-Süd-Richtung. Möglicherweise ist Rheinen noch älter, da bereits im Jahre 884 im Urbar des Klosters Werden ein Landgut hreni erwähnt wird, das auch auf das heutige Rheinen passen könnte.
Bis Ende 1974 gehörte Rheinen zur damals zum Amt Ergste gehörenden Gemeinde Hennen im Kreis Iserlohn, die am 1. Januar 1975 der Stadt Iserlohn zugeordnet wurde.
Rheinen ist ein reines „Wohndorf“ mit einer Mischung aus älteren Höfen, Siedlungshäusern aus der Nachkriegszeit, einem Neubaugebiet aus den 1970er-Jahren sowie verschiedenen Lückenbebauungen aus den späteren Jahrzehnten.
Kultureller Mittelpunkt ist das Dorfgemeinschaftshaus an der Dorfstraße. In den früher als Schule und Kindergarten genutzten Räumlichkeiten sowie dem Außengelände mit Spielplatz werden von der Dorfgemeinschaft Rheinen regelmäßige Veranstaltungen und Treffen der einzelnen Gruppen organisiert.